# 2007 en Australie
Chronologie de l'Australie
- 2003
- 2004
- 2005
- 2006
- 2007
- 2008
- 2009
- 2010
- 2011

Cet article présente les faits marquants de l'année 2007 en Australie.

## En exercice
- Monarque –  Reine Élisabeth II
- Gouverneur général – Michael Jeffery
- Premier ministre – John Howard (jusqu'au 3 décembre), puis Kevin Rudd

## Évènements
- 16 janvier : Une grande partie de l'État de Victoria, dont la capitale Melbourne, est touchée par une panne de courant à cause d'incendies de végétation[1].
- 23 janvier : Remaniement du cabinet fédéral[2].
- 12 février : polémique à la suite d'un commentaire du Premier ministre John Howard concernant le candidat démocrate à l'élection présidentielle américaine de 2008, Barack Obama et l'envoi de troupes en Irak[3].
- 18 mars : Plus de 200 000 personnes traversent à pied le pont de Sydney pour célébrer ses 75 ans[4].
- 8-10 juin : L'État de Nouvelle-Galles du Sud est touché par des tempêtes (en) qui causent la mort de dix personnes[5].
- 27 juillet : Steve Bracks démissionne de son poste de Premier ministre de l'État du Victoria[6].
- 2-9 septembre : Sydney accueille le sommet de l'APEC (Coopération économique pour l'Asie-Pacifique)[7].
- 10 septembre : Peter Beattie annonce qu'il va démissionner de son poste de Premier ministre de l'État du Queensland[8], démission qui prend effet le 13 septembre.
- 24 novembre : Une élection fédérale est organisée. Le Parti travailliste remporte une majorité de sièges à la Chambre des représentants[9].
- 3 décembre : Durant son premier jour en tant que nouveau Premier ministre, Kevin Rudd ratifie le Protocole de Kyoto[10].

## Culture
- 25 février : Le film australien Happy Feet remporte l'Oscar du meilleur film d'animation[11].
- 5 juin : L'auteur Peter Temple remporte le Gold Dagger Award (prix du meilleur roman policier) avec The Broken Shore (en)[12].

## Sports
- 18 février : Melbourne Victory FC remporte le Championnat d'Australie de football.
- 13 mars - 28 avril : L'Australie remporte la Coupe du monde de cricket, devenant le premier pays à remporter cette compétition trois éditions d'affilée[13].
- 7-29 juillet : L'équipe masculine de football participe à la Coupe d'Asie des nations. Elle est vaincue en quart de finale par le Japon.
- 24 août - 2 septembre : L'Australie remporte deux médailles d'or aux Championnats du monde d'athlétisme.

## Décès
- 1er janvier : Leonard Fraser, tueur en série
- 12 janvier : James Killen (en), député et ministre
- 13 février : Elisabeth Jolley, romancière
- 15 avril : Justine Saunders, actrice
- 13 mai : Kate Webb, journaliste et grand-reporter
- 6 juillet : Eileen Wearne, athlète
- 5 décembre : John Winter, athlète